# Joseph Amedokpo
 (avril 2024).
Joseph Amedokpo, né en 1946 à Vogan, est un artiste peintre togolais.

## Biographie

### Enfance et débuts
Joseph Amedokpo naît le 12 décembre 1946 à Badougbe à Vogan une ville du Togo. Dès l'âge de 8 ans, il part vivre chez son oncle au Nigéria où il fait ses études secondaires à l'école catholique Holy Cross de Lagos. Dans la même ville il suit une  formation en art et en peinture en 1964. A la fin de sa formation artistique, Joseph exerce divers métiers au Nigéria avant de retourner au Togo son pays natal pour exercer son art. Amedokpo peint en utilisant des huiles disponibles localement et ses toiles sont des sacs de farine recyclés, lavés et étirés. Son atelier fait partie de son enceinte familiale ; un toit de tôle l'abrite du soleil africain et des pluies saisonnières. Il a acquis une reconnaissance en Europe et aux États-Unis,.
En novembre 2008, Amedokpo a été sélectionné comme l'un des quatre artistes de l'initiative Product RED de Dell dans le cadre de la lutte mondiale contre le sida. Parmi les autres artistes sélectionnés figurent Siobhan Gunning, Bruce Mau et Mike Ming.